# Девочка (фильм)
«Девочка» (англ. Girl) — бельгийский драматический фильм 2018 года, первая полнометражная работа режиссёра Лукаса Донта в соавторстве с Анджело Тессенсом. Главную роль транс-девушки, которая делает карьеру балерины, исполнил Виктор Полстер, для которого эта работа стала дебютом.
Фильм был представлен в программе «Особый взгляд» на Каннском кинофестивале 2018 года, где он был удостоен премии «Золотая камера» за лучший дебютный художественный фильм, а также «Квир-пальмы», а Полстер получил приз жюри «Особого взгляда» за лучшую роль. «Девочка» была выдвинута Бельгией в категории «Лучший фильм на иностранном языке» на 91-й церемонии вручения премии Оскар, но не попала в декабрьский шорт-лист. Картина также получила девять номинаций на бельгийскую премию «Магритт» и победила в четырёх, включая «Лучший сценарий» и «Лучший актёр» (Полстер).
На создание «Девочки» Донта вдохновила Нора Монсекур, трансгендерная бельгийская танцовщица, с которой он познакомился, когда ему было 18, а ей 15 лет. И хотя изначально работу высоко оценили профессиональные кинокритики, фильм был раскритикован некоторыми представителями транс- и квир-сообществ за изображение гендерной дисфории и самоповреждений. Монсекур, сотрудничавшая с Донтом и Тессенсом в процессе производства фильма, встала на защиту ленты.

## Сюжет
Лара Верхеген — 15-летняя трансгендерная девушка, которая стремится стать профессиональной балериной и поступает в престижную школу голландского балета. Когда её принимают в школу (по результатам успеваемости в течение 8-недельного испытательного срока), она переезжает ближе к школе со своим франкоязычным отцом, Матиасом, и младшим братом.
В то же время Лара рассказывает врачам о своей половой дисфории, принимает блокаторы полового созревания, а также регулярно посещает психиатра. Её психиатр, как и отец, оказывает ей большую поддержку и пытается развеять её страхи, но трудности с поступлением в новую школу, наряду с проблемами в период полового созревания, делают Лару неуверенной и сдержанной.
В школе Лара добилась успеха и в балете, и в общении. Зная о её трансгендерности, одноклассники тем не менее принимают Лару в свои круги, и другие девушки не возражают против того, чтобы она делила с ними раздевалку. Хотя Лара использует раздевалку для хранения одежды и для того, чтобы надевать пуанты, она использует отдельную кабинку во время посещения душевой. Вопреки советам, она тайно приклеивает свой член пластырем во время балетных занятий. Тело Лары испытывает ещё большую боль, поскольку она тренируется часами, и из-за туго затянутых пуантов ноги её покрываются волдырями. Тем не менее преданность Лары балету и стремление преобразиться внешне, в соответствии с её гендерной идентичностью, не позволяют ей отказаться от этих вредных привычек.
Однако шестилетний брат Лары ещё не приспособился к городу. Ему не нравится его новая школа, и он плачет, когда приходит домой из школы и перед уходом в школу. Лара — хорошая сестра, и она не только собирает его и каждый день отвозит в школу, но и приглядывает за ним.
Спустя некоторое время врачи готовы приступить к операции по смене пола для Лары. В присутствии психиатра и отца Лары доктор говорит ей, что повлечёт за собой этот процесс, который займёт два года. Лара готова и взволнована и охотно подписывает договор. Позже в беседе со своим психиатром она заявляет, что не хочет встречаться, пока она не окажется в нужном теле. Однако психиатр утверждает, что ей следует наслаждаться юностью, пока у неё есть время.
Хотя Лара начинает гормональную терапию по смене пола, готовясь к операции, её тело меняется недостаточно быстро. Однажды, когда она идёт на ночь на день рождения подруги, девушки из танцевальной школы (которые присутствовали на вечеринке) задирают Лару, заставляя показать её пенис. Расстроенная, обиженная и униженная, Лара рано уходит с вечеринки. Дома она обнаруживает, что отец ужинает со своей новой подругой Кристиной, и лжёт ему о том, что у неё разболелся живот. Отец решает отложить разговор, но на следующий день снова поднимает его по дороге к врачу. Лара, как обычно осторожно и сдержанно, настаивает на том, что всё в порядке и не признаётся в случившемся. Когда они приходят в клинику, доктор отмечает, что Лара сильно похудела и у неё генитальная инфекция. Она говорит, что Лара должна перестать заклеиваться пластырем и ей следует набрать вес, чтобы быть физически сильной для операции. Лара лжёт и говорит, что она в порядке, но её папа говорит, что это не так.
Расстроенная эмоционально и физически измотанная, Лара почти теряет самообладание во время урока балета. Обезумевшая, она пытается прийти в себя наедине с парнем у него дома. Они целуются. Хотя она отталкивает его руки, когда он пытается коснуться её груди и ног, она собирается заняться с ним оральным сексом, но затем убегает. Она возвращается домой и ссорится с отцом; вместо того, чтобы злиться на неё, он пытается понять, что происходит с Ларой. Он спрашивает её, что не так, но она не может понять, как это объяснить, и остаётся расстроенной.
Репетиции в студии закончились, и ученики выходят на сцену. Во время первой работы на сцене Лара едва справляется, прежде чем рухнуть от усталости за кулисами. На следующий день она просыпается дома. Она обеспокоена тем, что опаздывает на урок, и пытается немедленно уйти, но её отец напоминает, что она ещё не ела. Она в отчаянии плачет, но отец держит её и успокаивает. Позже, в кабинете врача, доктора говорят Ларе, что она должна прекратить репетиции и восстановить силы, иначе она вообще не сможет перенести операцию по смене пола. Операцию пришлось отложить. Не в состоянии танцевать, она идёт на выступление одноклассников и сидит в зале со своим отцом. На её лице видны боль и зависть, когда она тихо плачет.
Некоторое время спустя состоялся праздничный ужин. Лара чувствует себя лучше. Гости обсуждают, как великолепно она выглядит в своём новом платье, и Лара засыпает, прижимая к себе младшего брата. На следующий день отец приносит ей кофе, а затем уходит на работу, оставляя её под присмотром младшего брата. После его ухода Лара наполняет миску льдом, вызывает экстренные службы, а затем отрезает свой член ножницами. Её отец бросается к ней в машине скорой помощи и остаётся у её кровати в больнице. Как только Лара просыпается, он держит её за руку и гладит лицо. Они не говорят ни слова, а просто улыбаются друг другу. Фильм заканчивается кадром решительной, возможно даже счастливой, Лары с более короткими волосами, идущей по улице.

## История создания
Создателей фильма вдохновила Нора Монсекур, профессиональная танцовщица и транс-девушка из Бельгии. В 2009 году Донт, которому тогда исполнилось 18 лет, и недавно зачисленная студентка-кинематографист прочитали в газете статью о просьбе Монсекур к её балетной школе о том, чтобы её зачислили на урок для девочек, где она могла бы научиться танцевать на пуантах. В отличие от героини фильма, Монсекур не приняли в класс девочек и с тех пор она переключила внимание с балета на современный танец. Донт обратился к Монсекур с просьбой о помощи в создании документального фильма о ней, но та отказалась. Вместо этого он продолжил писать сценарий художественного фильма с Норой и Тессенсом, хотя Монсекур оставалась неуказанной в титрах по собственной просьбе. Донт консультировался с Монсекур, другими транслюдьми и медицинскими работниками во время написания сценария фильма. Врачи из больницы при Гентском университете, в которой наблюдалась Монсекур, не рекомендовали транс-девушке участвовать в съёмках, потому что она переживала сложный период своего трансгендерного перехода.
Кастинг на главную роль проходил без учёта пола претендентов. После того, как не удалось найти актёра, который мог бы танцевать и играть среди 500 человек в возрасте от 14 до 17 лет, которые проходили прослушивание (шесть из которых были трансженщинами), режиссёры начали отбор остальных танцоров, которые появятся в фильме. Именно на этом этапе группового кастинга они нашли Полстера. Монсекур находилась на кастинге Полстера и присутствовала на съёмочной площадке во время съёмок Полстер потратил три месяца на обучение вокалу и танцам на пуантах. В съёмках использованы сцены с обнажённым Полстером, которому тогда было 14 лет, с согласия его родителей. Съёмочная группа проявила особую осторожность, чтобы не демонстрировать его лицо и нижнюю часть тела в одном кадре. Сиди Ларби Шеркауи, художественный руководитель Королевского балета Фландрии, был хореографом.

## Прокат и релизы
«Девочка» была награждена в программе «Особый взгляд» на Каннском кинофестивале в 2018 году 12 мая 2018 года. В мае 2018 года Netflix приобрёл права на показ фильма в Северной и Латинской Америке. Хотя Netflix первоначально планировал выпустить фильм на своей платформе 18 января 2019 года, релиз был перенесён на 15 марта 2019 года. Netflix выпустил фильм с предупреждением, которое гласило: «Этот фильм поднимает деликатные вопросы и включает в себя сексуальные сцены, графическую наготу и акт самоповреждения» со ссылкой на веб-сайт, распространяющий информацию о горячей линии проекта «Тревор» о самоубийстве.
Для проката в России и СНГ фильм приобрела Кинокомпания HHG. Картина была выпущена в прокат 7 февраля. Изначально фильм должен был выйти в российский прокат в январе 2019 года, но премьеру перенесли на февраль в коммерческих целях. Проблемы с получением прокатного удостоверения не возникло, фильм вышел в кинотеатрах с возрастным ограничением 18+. Московская премьера состоялась в киноцентре «Октябрь» 5 февраля. Спецпоказ был также организован для студентов Санкт-Петербургский государственного института кино и телевидения. По итогам года «Девочка» вошла в рекомендательный список претендентов на премию «Золотой орёл» в номинации «Лучший зарубежный фильм в российском прокате» за 2019 год.

## Отзывы
На обзорном сайте агрегатора Rotten Tomatoes фильм получил рейтинг 84 %, основанный на 55 отзывах, и средний рейтинг 7,49 / 10. Рецензия сайта гласит: «„Девочка“ использует историю одной целеустремлённой танцовщицы в качестве основы для остросюжетной драмы, которая приближает к основному конфликту с притягательно привлекательной грацией». На Metacritic фильм имеет среднюю оценку 73 из 100, основанную на 15 отзывах, отображая «в целом благоприятные отзывы».
Дэвид Эрлих из IndieWire назвал фильм «захватывающе сочувствующим» и дал фильму оценку «B+», выразив обеспокоенность по поводу того, что цисмужчина получил роль трансженщины. Питер Дебрюг из Variety высоко оценил игру Полстера и назвал фильм «интуитивно доступным взглядом на подростка, не согласной с полом, пытающейся обрести мужество, чтобы стать собой». Бойд ван Хой из The Hollywood Reporter высоко оценил зависимость фильма скорее от визуальных эффектов и монтажа, чем от диалогов, одновременно выразив обеспокоенность по поводу кастинга и обнажёнки, которые он, тем не менее, счёл «логичным выбором».
Венди Ид из Screen International назвала фильм «самоуверенным и сочувствующим», сказав: «В подходе Донта к гендерным вопросам есть сострадание и близость, которые отсылают к работе Селин Сьяммы, особенно в „Сорванце“». Стив Понд из TheWrap описал картину как «спокойный фильм, пока его нет, очерк мягкого характера, который достигает крайних границ, мучительная драма, которая, как вы думаете, о том, чтобы найти признание, пока она не станет угрожать невозможностью того же самого», и написал: «В конце концов, этот спокойный фильм попадает в место ужасной боли и отчаяния… Донту удаётся найти кратчайшие грациозные ноты последствий».
Кимбер Майерс из Los Angeles Times писала, что кинематография, которая фокусируется на теле главного героя, «чувствует себя эксплуататорской, а не чуткой», и что «это безответственное обращение с финальными, шокирующими сценами фильма, которые являются наиболее проблематичными». Майерс заключила: «Фильм Донта — сильный дебют с технической точки зрения, но ему не хватает человечности, необходимой для истории такого рода».

### Критика
«Девочка» была встречена критикой со стороны представителей транс- и квир-сообществ, особенно в отношении её изображений гендерной дисфории и самоповреждений.
Мэтью Родригес из журнала Into писал: «Фильм кровавый и настолько одержим темой транс-тел, что постоянно напоминает о том, что написал и срежиссировал его цисгендерный человек. Это порно о трансгендерной травме и, как цисчеловек, я советую транслюдям не смотреть эту ленту, да и цислюдям не попадаться на эту удочку», и что «кадры гениталий цисгендерного актёра передают жуткую, вуайеристскую одержимость телом Лары, отвращение к которому не пройдёт никогда… Вместо того, чтобы подбодрить Лару, фильм, кажется, хочет унизить её и постенать над её борьбой». Родригес также раскритиковал кастинг Полстера, несмотря на то, что персонаж должен быть на блокаторах полового созревания: «молодые транс-девушки на блокаторах не похожи ни на женщин, ни на андрогинов — они похожи на девочек. Лара начала принимать эстроген и расстроилась, что грудь не развилась. Гормоны влияют больше, чем грудь, но фильм фокусируется на груди и влагалище как на единственных вещах, которые делают транс-девушку девушкой», в то же время признавая некоторые аспекты фильма, такие как отношения между Ларой и её отцом и микроагрессию, с которой она сталкивается, как «отлично построенные».
На сайте Британского института кино трансгендерная критик Кэти Бреннан написала: «Камера Донта находится на промежности подростка Лары с тревожным увлечением на протяжении всего времени выполнения… Взгляд камеры на „Девочку“ принадлежит взгляду цисчеловека. Это соответствует тому, как цислюди видят таких людей, как я. Они могут улыбаться мне в лицо, задаваясь вопросом, что у меня между ног». Что касается финала фильма, в котором главная героиня калечит свой пенис, Бреннан написала: «Это сцена серьёзной травмы, которую фильм не заслужил право изобразить. Изображение гендерной дисфории Донта настолько сфокусировано на гениталиях, что не даёт представления о психологических аспектах психологии транс-девочки. Сократить её до этого акта самоуничтожения — это кинематографическое варварство».
В статье для The Hollywood Reporter Оливер Уитни, который идентифицирует себя как трансмаскулинный человек, назвал «Девочку» «самым опасным фильмом о транс-персонаже за последние годы». Уитни подверг критике «нездоровый интерес фильма к транс-телам», написав: «Половые органы Лары, показанные в нескольких фронтальных кадрах с полностью обнажённым Полстером, отображены чаще во всей „Девочке“ и играют центральную роль в большем количестве сюжетов, чем сама героиня… То, что могло бы стать вдумчивым изучением непростой повседневной жизни девушки-транса, вместо этого использует её тело в качестве глубокой травмы, предлагая зрителям отреагировать на это с отвращением. Так же как цисгендерные персонажи, которые постоянно заставляют Лару молчать и указывать ей, как себя чувствовать, сценарист и сам не проявляет интереса к пониманию её внутренней борьбы». Уитни определил, что описание гормонозаместительной терапии (ГЗТ) является самой большой проблемой фильма, написав, что оно «несёт в себе ошибочный посыл о том, что ГЗТ вызовет больше страданий у человека» и является «возмутительно безответственной частью фильма», и резюмировал призывом включения в дальнейшем трансгендерных людей в киноиндустрию, что, по его мнению, помешало бы фильму получить такое же признание.
Тревелл Андерсон из журнала Out также осудил демонстрацию в фильме кадров самоуничтожения и отсутствие «реального участия транс-голосов». ГЛААД опубликовал цитаты этих критиков в «Твиттере», предупреждая «прочитать, что об этом говорят трансгендерные и квир-критики». ГЛААД также разослал электронное письмо с просьбой посетить показ и поделиться критическими статьями о фильме в социальных сетях, чтобы способствовать продвижению киноиндустрии. В Северной Америке отсутствие доступа к предпоказу критиков не в крупных городах и не в кругах, удостоенных наград, было подвергнуто осуждению как препятствие возможности для квир-критиков незамедлительно высказывать своё мнение.
Фильм также был встречен негативной критикой транс-сообществ Бельгии и Франции. Критики обнаружили, что фильм зациклен на физических, особенно генитальных, аспектах перехода, когда, по словам Камилла Пьера, менеджера проекта в брюссельской ассоциации RainbowHouse, другие факторы, такие как административные сложности, окружающая среда, уважение прав человека и незначительность личности могут создавать более насущные проблемы. Исследователь Элоиз Гуймин-Фати описал фильм как имеющий «цис-центрированное» и «ужасно мужское» видение и сказал, что «персонаж Лары стал объектом, в то время как она должна была стать субъектом фильма». Они также подчеркнули, что акцент в фильме установлен на страданиях и отстранённости главной героини, а также на том, что она не обращается за помощью к транс-сообществу, несмотря на то, что у неё есть сопереживающий ей отец и она живёт в современной Бельгии, несоответствующей духу времени и увековечивающей стереотипы. Лонде Нгоссо, директор бельгийской организации Genres Pluriels, сказала: «Это не учитывает реалии страны, социальные сети, приверженность молодежи, всю работу, которую мы проделали за одиннадцать лет. Она делает нас невидимыми вместо того, чтобы выдвигать нас вперед».
В ответ на критику Нора Монсекур, танцовщица, вдохновившая режиссёра, защитила фильм в The Hollywood Reporter: «„Девочка“ — это не представление обо всех трансгендерных переживаниях, а скорее пересказ опыта, с которым я столкнулась во время моего непростого пути… „Девочка“ рассказывает мою историю без лжи и прикрас. Утверждать, что опыт Лары как трансчеловека недействителен только потому, что Лукас — цисчеловек, или потому, что один из главных актёров — цисчеловек, оскорбляет меня». В последующем интервью с IndieWire Монсекур повторила, что она обижена, сообщив: «Моя история — не фантазия цисгендерного режиссёра. История Лары — это моя история». Она также заявила, что рассматривает самоуничтожение в конце фильма как «метафору для суицидальных мыслей или тёмных мыслей, которые овладевали мной и которые я испытала на себе», и что это было «крайне важно показать», добавив: «Сцена не должна быть истолкована, как побуждение трансгендерной молодёжи отрезать некоторые части тела. Посыл не в этом. Посыл в том, что эти вещи являются результатом тёмных мыслей, которые являются результатом борьбы, с которым мы сталкиваемся». В другом интервью Монсекур сказала The New York Times: «Слова, которые люди использовали для описания „Девочки“, я приняла близко к сердцу, потому что сцены, которые они критикуют, — это сцены, которые я переживала во время моего перехода. Критика Лукаса за то, что он изобразил эти вещи, заставила меня задуматься: единственный ли я человек, который замечал за собой мысли о самоубийстве или был сосредоточен на теле?».
Донт ответил на критику, прокомментировав: «Мы хотели показать эту молодую транс-девушку в мире балета, который очень двоичен, и она борется с ним… Не всем всегда может нравиться всё. Я действительно тот, кто хочет видеть трансгендерных режиссёров, пишущих транс-сценарии, тот, кто хочет видеть трансгендерных актёров, играющих транс-роли или любые другие. Но давайте не будем бороться за включение с помощью инструмента исключения. Давайте бороться за включение коллегиально».
В статье для The Advocate Энн Томас, основательница агентства транс-талантов, встала на защиту «Девочки», назвав изображение танцевальной культуры в фильме достоверным и предположив, что во время кастинга на роль Лары в Европе не было подходящей трансгендерной актрисы, в частности 15-летней балерины. Небинарный танцор Чейз Джонси отметил, что акцент фильма на теле главной героини схож с его опытом танцора балета, и сказал: «Борьба, которую часто испытывают трансгендерные и гендерфлюидные люди в балетном мире, связана с их телом, потому что это ориентированная на тело форма искусства». Фиа Менар, французская трансгендерная артистка и режиссёр, также подчеркнула, что фильм напоминает её личный опыт, а самоповреждения в фильме сопоставимы с подростковыми суицидальными наклонностями.
Netflix заявил, что работает с ГЛААД и рассматривает возможность добавления предупреждения, сопровождающего фильм, которое, как сказал Донт, он одобрит. В январе 2019 года The New York Times сообщила, что Netflix обратился к организациям с предложениями о том, как сформулировать предупреждение. В декабре 2018 года Netflix организовал показ фильма в Лос-Анджелесе, на который были приглашены квир- и транслюди.

### Номинации и награды
| Церемония                                                    | Дата церемонии                     | Номинация                                         | Номинант                     | Результат | Источник |
| ------------------------------------------------------------ | ---------------------------------- | ------------------------------------------------- | ---------------------------- | --------- | -------- |
| Фестиваль Аделаиды                                           | 10—21 октября 2018 года            | «Лучший художественный фильм»                     | «Девочка»                    | Номинация | [ 49 ]   |
| Бельгийская ассоциация кинокритиков                          | 20 декабря 2018 года               | «Премия Андре Кавенса за лучший фильм»            | «Девочка»                    | Победа    | [ 50 ]   |
| Каннский кинофестиваль                                       | 8—19 мая 2018 года                 | награда ФИПРЕССИ «Особый взгляд»                  | «Девочка»                    | Номинация | [ 51 ]   |
| Каннский кинофестиваль                                       | 8—19 мая 2018 года                 | «Золотая камера»                                  | Лукас Донт                   | Победа    | [ 51 ]   |
| Каннский кинофестиваль                                       | 8—19 мая 2018 года                 | «Квир-пальма»                                     | «Девочка»                    | Победа    | [ 51 ]   |
| Каннский кинофестиваль                                       | 8—19 мая 2018 года                 | «„Особый взгляд“ за лучшую роль»                  | Виктор Полстер               | Победа    | [ 51 ]   |
| Каннский кинофестиваль                                       | 8—19 мая 2018 года                 | «Особый взгляд»                                   | «Девочка»                    | Номинация | [ 51 ]   |
| Сезар                                                        | 22 февраля 2019 года               | «Лучший иностранный фильм»                        | «Девочка»                    | Номинация | [ 52 ]   |
| Международный фестиваль полнометражных фильмов в Копенгагене | 27 сентября — 10 октября 2018 года | «Лучший молодой талантливый режиссёр»             | Лукас Донт                   | Номинация | [ 53 ]   |
| Премия Европейской киноакадемии                              | 15 декабря 2018 года               | «Лучший фильм»                                    | «Девочка»                    | Номинация | [ 54 ]   |
| Премия Европейской киноакадемии                              | 15 декабря 2018 года               | «Лучший актёр»                                    | Виктор Полстер               | Номинация | [ 54 ]   |
| Премия Европейской киноакадемии                              | 15 декабря 2018 года               | «Европейское открытие года»                       | «Девочка»                    | Победа    | [ 54 ]   |
| Золотой глобус                                               | 6 января 2019 года                 | «Лучший фильм на иностранном языке»               | «Девочка»                    | Номинация | [ 55 ]   |
| Международный кинофестиваль «Братья Манаки»                  | 22—29 сентября 2018 года           | «Золотая камера 300»                              | Франк ван ден Эеден          | Номинация | [ 56 ]   |
| Иерусалимский международный кинофестиваль                    | 22—29 сентября 2018 года           | «Лучший международный фильм»                      | Лукас Донт                   | Номинация | [ 57 ]   |
| Европейский кинофестиваль в Лез-Арк                          | 16—23 декабря 2017 года            | «Тетрафильм»                                      | Лукас Донт                   | Победа    | [ 58 ]   |
| Lisbon Gay & Lesbian Film Festival                           | 14—22 сентября 2018 года           | «Приз зрительских симпатий»                       | «Девочка»                    | Победа    | [ 59 ]   |
| Lisbon Gay & Lesbian Film Festival                           | 14—22 сентября 2018 года           | «Лучший актёр»                                    | Виктор Полстер               | Победа    | [ 59 ]   |
| Лондонский кинофестиваль                                     | 10—21 октября 2018 года            | «Лучший дебютный художественный фильм»            | Лукас Донт                   | Победа    | [ 60 ]   |
| Магритт                                                      | 2 февраля 2019 года                | «Лучший фламандский фильм»                        | «Девочка»                    | Победа    | [ 61 ]   |
| Магритт                                                      | 2 февраля 2019 года                | «Лучший актёр»                                    | Виктор Полстер               | Победа    | [ 61 ]   |
| Магритт                                                      | 2 февраля 2019 года                | «Лучший актёр второго плана»                      | Арье Вортхальтер             | Победа    | [ 61 ]   |
| Магритт                                                      | 2 февраля 2019 года                | «Лучший оригинальный или адаптированный сценарий» | Лукас Донт и Анджело Тессенс | Победа    | [ 61 ]   |
| Магритт                                                      | 2 февраля 2019 года                | «Лучший фильм»                                    | Франк ван ден Эеден          | Номинация | [ 61 ]   |
| Магритт                                                      | 2 февраля 2019 года                | «Лучший производственный дизайн»                  | Филипп Бертин                | Номинация | [ 61 ]   |
| Магритт                                                      | 2 февраля 2019 года                | «Лучший дизайн костюма»                           | Кэтрин ван Бри               | Номинация | [ 61 ]   |
| Магритт                                                      | 2 февраля 2019 года                | «Лучшее музыкальное сопровождение»                | Янна Соентженс               | Номинация | [ 61 ]   |
| Магритт                                                      | 2 февраля 2019 года                | «Лучший монтаж»                                   | Ален Дессоваж                | Номинация | [ 61 ]   |
| Международный кинофестиваль в Мельбурне                      | 2—19 августа 2018 года             | «Лучший повествовательный художественный фильм»   | «Девочка»                    | 7-е место | [ 62 ]   |
| Французский национальный центр кинематографии                | 30 ноября 2018                     | «Лучший фильм года»                               | «Девочка»                    | 1-е место | [ 63 ]   |
| Одесский международный кинофестиваль                         | 13—21 июля 2018 года               | «Лучший международный фильм»                      | «Девочка»                    | Номинация | [ 64 ]   |
| Одесский международный кинофестиваль                         | 13—21 июля 2018 года               | «Лучшая роль»                                     | Виктор Полстер               | Победа    | [ 64 ]   |
| Кинофестиваль в Остенде                                      | 7—15 сентября 2018 года            | «Лучший национальный дебют»                       | Лукас Донт                   | Победа    | [ 65 ]   |
| Кинофестиваль в Паличе                                       | 14—20 июля 2018 года               | «Лучший фильм»                                    | «Девочка»                    | Победа    | [ 66 ]   |
| Филадельфийский кинофестиваль                                | 18—28 октября 2018 года            | «Лучший дебютный фильм»                           | Лукас Донт                   | Номинация | [ 67 ]   |
| Международный фестиваль в Пинъяо                             | 11—20 октября 2018 года            | «Приз зрительских симпатий»                       | «Девочка»                    | Победа    | [ 68 ]   |
| Кинофестиваль в Сан-Себастьяне                               | 21—29 сентября 2018 года           | «Лучший фильм»                                    | «Девочка»                    | Победа    | [ 69 ]   |
| Кинофестиваль в Сан-Себастьяне                               | 21—29 сентября 2018 года           | «Лучший европейский фильм»                        | «Девочка»                    | Победа    | [ 69 ]   |
| Фестиваль Европейского кино в Севилье                        | 9—17 ноября 2018 года              | «Лучший ЛГБТ фильм» («Ocaña Award»)               | «Девочка»                    | Номинация | [ 70 ]   |
| Международный кинофестиваль в Стокгольме                     | 7—18 ноября 2018 года              | «Лучший фильм»                                    | «Девочка»                    | Номинация | [ 71 ]   |
| Международный кинофестиваль в Стокгольме                     | 7—18 ноября 2018 года              | «Лучший актёр»                                    | Виктор Полстер               | Победа    | [ 71 ]   |
| Международный кинофестиваль в Салониках                      | 1—11 ноября 2018 года              | «Лучший фильм на тему ЛГБТКИАП»                   | «Девочка»                    | Номинация | [ 72 ]   |
| Кинофестиваль в Цюрихе                                       | 27 сентября — 7 октября 2018 года  | «Лучший международный художественный фильм»       | «Девочка»                    | Победа    | [ 73 ]   |